# Francis Hagerup
George Francis Hagerup (22 de janeiro de 1853 - 8 de fevereiro de 1921) foi um professor de direito, diplomata e político norueguês, membro do Partido Conservador. Foi primeiro-ministro da Noruega de 14 de outubro de 1895 a 17 de fevereiro de 1898 e de 22 de outubro de 1903 a 11 de março de 1905. Como jurista, ficou conhecido pelas suas contribuições para o desenvolvimento do direito internacional público e foi presidente do Instituto de Direito Internacional.
Hagerup foi também membro do Comité Nobel Norueguês de 1 de janeiro de 1907 até à sua morte em 1921. 